# Strażnica KOP „Sadki”
Strażnica KOP „Sadki” – zasadnicza jednostka organizacyjna Korpusu Ochrony Pogranicza pełniąca służbę ochronną na granicy polsko-sowieckiej.

## Formowanie i zmiany organizacyjne
W 1924 w składzie 1 Brygady Ochrony Pogranicza, został sformowany 4 batalion graniczny. W 1928 w skład batalionu wchodziło 17 strażnic, w tym 122 strażnica KOP „Sadki” . W latach 1928 – 1939 w strukturze organizacyjnej 2 kompanii granicznej KOP „Bykowce” funkcjonowała strażnica KOP „Sadki” . Strażnica liczyła około 18 żołnierzy i rozmieszczona była przy linii granicznej z zadaniem bezpośredniej ochrony granicy państwowej.
W 1932 obsada strażnicy zakwaterowana była w budynku KOP. Strażnicę z macierzystą kompanią łączyła droga polna długości 8 km.

## Służba graniczna

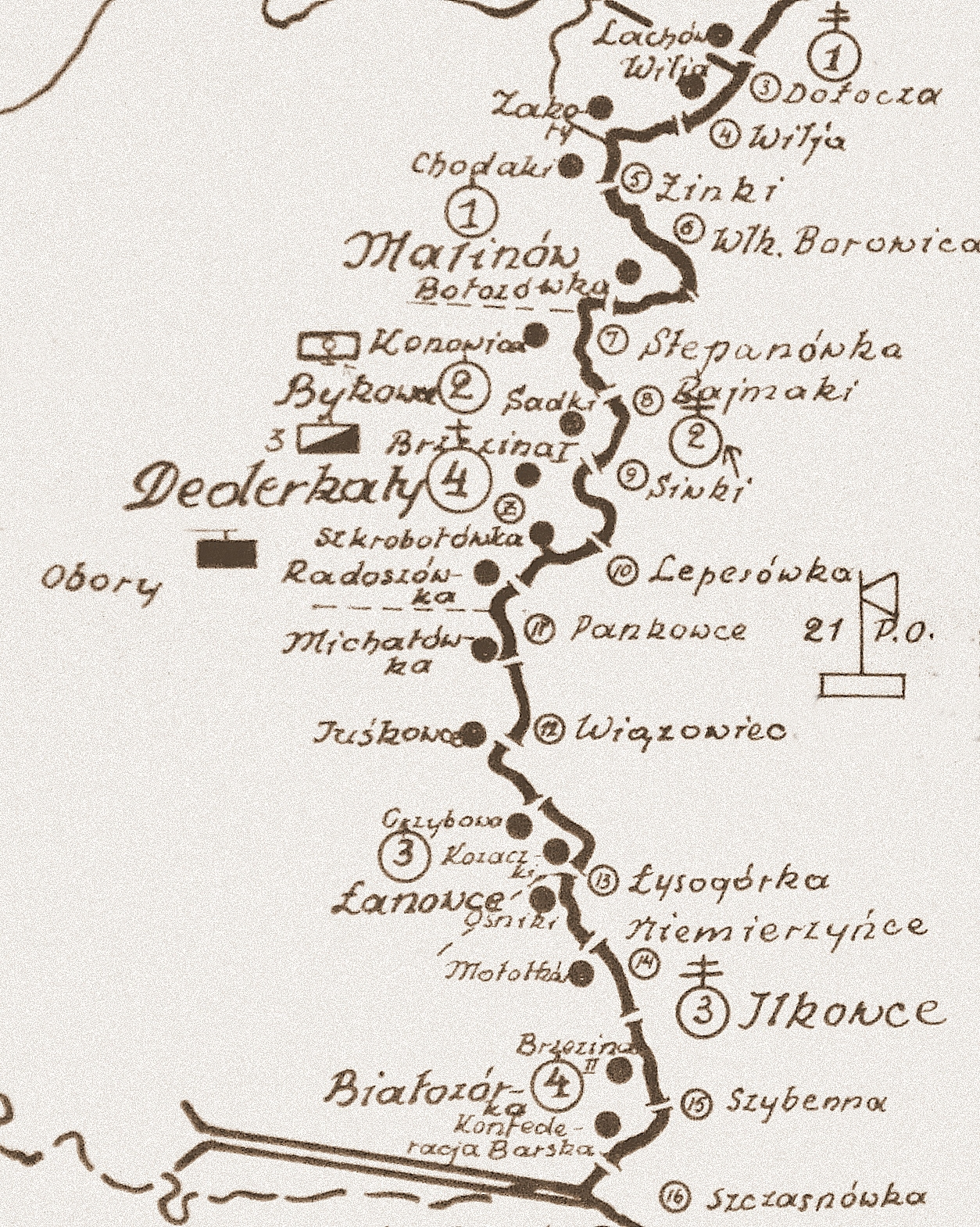
Rozmieszczenie batalionu KOP „Dederkały” w 1931

Podstawową jednostką taktyczną Korpusu Ochrony Pogranicza przeznaczoną do pełnienia służby ochronnej był batalion graniczny. Odcinek batalionu dzielił się na pododcinki kompanii, a te z kolei na pododcinki strażnic, które były „zasadniczymi jednostkami pełniącymi służbę ochronną”, w sile półplutonu. Służba ochronna pełniona była systemem zmiennym, polegającym na stałym patrolowaniu strefy nadgranicznej, wystawianiu posterunków alarmowych, obserwacyjnych i kontrolnych stałych, patrolowaniu i organizowaniu zasadzek w miejscach rozpoznanych jako niebezpieczne, kontrolowaniu dokumentów i zatrzymywaniu osób podejrzanych, a także utrzymywaniu ścisłej łączności między oddziałami i władzami administracyjnymi.
Strażnica KOP „Sadki” w 1932 ochraniała pododcinek granicy państwowej szerokości 6 kilometrów 264 metrów od słupa granicznego nr 1792 do 1799, a w 1938 pododcinek szerokości 8 kilometrów 664 metrów od słupa granicznego nr 1793 do 1803.
Wydarzenia
- W meldunku sytuacyjnym KOP za okres od 1 do 10 listopada 1928 odnotowano: We wsi Sadki wybuchł pożar. Ugasiła go załoga strażnicy. Przyczyna pożaru nieznana. Dochodzenie prowadził posterunek Policji Państwowej[13].

Sąsiednie strażnice
- strażnica KOP „Konowica” ⇔ strażnica KOP „Brzezina I” – 1928[3], 1929[4], 1931[5] , 1932[6], 1934[7]
- strażnica KOP „Konowica” ⇔ strażnica KOP „Szkrobotówka” – 1938[8]